# آزات شرانتس
آزات شرانتس (ارمنی: Ազատ Շերենց؛  ۵ آوریل ۱۹۱۳ – ۲۵ دسامبر ۱۹۹۳) یک بازیگر اهل ارمنستان بود. وی بین سال‌های ۱۹۷۰ تا ۱۹۹۰ میلادی فعالیت می‌کرد.

## زندگی‌نامه
وی برندهٔ جوایزی همچون هنرمند مردمی ارمنستان شوروی شده‌است.

## گزیده فیلم‌شناسی
از فیلم‌ها یا برنامه‌های تلویزیونی که وی در آن نقش داشته‌است می‌توان به ما کوه‌های خود هستیم، یک قطره عسل، اوت، قلب من در کوهساراناشاره کرد.